# Pedro Blanco Fernández de Trava
Pedro Blanco Fernández de Trava, conocido como el Mongo de Gallinas (Málaga, 1795 - Génova, 1852? Barcelona, 1854?), fue un pirata y negrero español radicado en río Gallinas (Sierra Leona).

## Biografía
Nació en el barrio de pescadores del Perchel en Málaga. A los diez años ingresa en el Real y Militar Colegio Náutico de Málaga y en 1810 comenzó su carrera como marino mercante tanto en el Mediterráneo como en las duras condiciones de Terranova y finalmente en el comercio triangular entre las Antillas y África. Con el cargo de capitán de bergantín adquirió un ingenio azucarero en Cuba. Durante la etapa del comercio atlántico de esclavos a Brasil desde Costa da Mina (Benín y Dahomey) fue contador del negrero mulato Santiago Cha-Cha en Ouidah. Se asoció al negrero belga Alberich Fugger de Croy y al español Joaquín Gómez Hano de la Vega en el comercio de esclavos en el mercado de esclavos de Recife.
Aunque el Congreso de Viena de 1815 había prohibido la esclavitud, estableció entre 1822 y 1838 su propio comercio de esclavos en la Costa del Grano (Liberia), primero en el barco negrero Conquistador en la isla de Lomboko,  en la desembocadura del río Gallinas (río Moa) en Sulima (actual Sierra Leona). Contó con la ayuda del rey gallina  Siaka para la agitación de las rivalidades intertribales comerciando con hasta 6.000 esclavos negros para su venta. Las instalaciones para el comercio de esclavos se encontraban en la costa, incluidos los barracones de esclavos en las islas de Taro y Kamasun  . El negocio era tan lucrativo que tenía a su servicio ciento cincuenta marineros y doce contables y administrativos. Eludía a la escasa West Africa Squadron   establecida en Freetown mediante el espionaje y el soborno y con veloces barcos clíper comprados en los Estados Unidos. Pese al abolicionismo el destino de los esclavos eran los Estados Unidos, Antillas Mayores y Brasil, y el Mongo de Gallinas mantuvo delegaciones comerciales en Madrid, Londres, París, Nueva Orleans y Martinica. Compraba cada esclavo por veinte dólares y lo vendía en destino por trescientos cincuenta, y llegó a acumular una fortuna de cuatro millones de dólares de la época.
En Cuba contaba con la colaboración de Francisco Martí y Torrens, que en 1829 fue nombrado subdelegado de Marina de La Chorrera, encargado oficialmente de reprimir el contrabando, pero que de manera corrupta facilitaba los desembarcos y los traslados bajo la apariencia de personas libres.
Tras el tratado para la abolición del comercio de esclavos firmado en 1835 entre España e Inglaterra y por la competencia en río Gallinas de los negreros españoles José Ramón Vicuña y Gume Suárez, en 1839 el Mongo de Gallinas deja sus negocios a Pedro Martínez y marcha a Cuba. Usando su influencia económica promueve para España el modelo colonial usado en Liberia por los estadounidenses y por Inglaterra en Sierra Leona, es decir, el uso de mano de obra negra forzada sin traslado a América, es decir, en Fernando Poo. En 1844 obtiene de Baldomero Espartero el título de intendente de la Armada. El nombramiento se anula por su participación en la Conjura de los Negreros con el riquísimo negrero Julián Zulueta contra el capitán general de Cuba, Gerónimo Valdés. En 1845 deja La Habana, repudiado por la alta sociedad cubana, acusado de asesinato, violación y homosexualidad. Dese Estados Unidos llegó a Génova. Es probable que sus sucesores fletaran la goleta La Amistad; pero el negocio de Blanco finalmente se derrumbó en 1848 y en 1849 Lomboko fue arrasada por la Marina Real británica y sus esclavos liberados. La fecha de su muerte no está establecida con seguridad ya que unas fuentes afirman que fue en 1852 pero a mayoría afirma que murió loco en Barcelona en 1854 y otros que fue en Génova en 1854.

## En la literatura
Su biografía fue novelada por el español Lino Novás Calvo (Blanco. El Negrero, vida novelada de Pedro Blanco Fernández de Trava, Espasa Calpe, 1933) y por el historiador, escritor y actor español Carlos Bardem (Mongo blanco, 2019, Plaza & Janés, Barcelona y en 2020 por el Fondo de Cultura Económica de México).